# Michael von Nádasdy

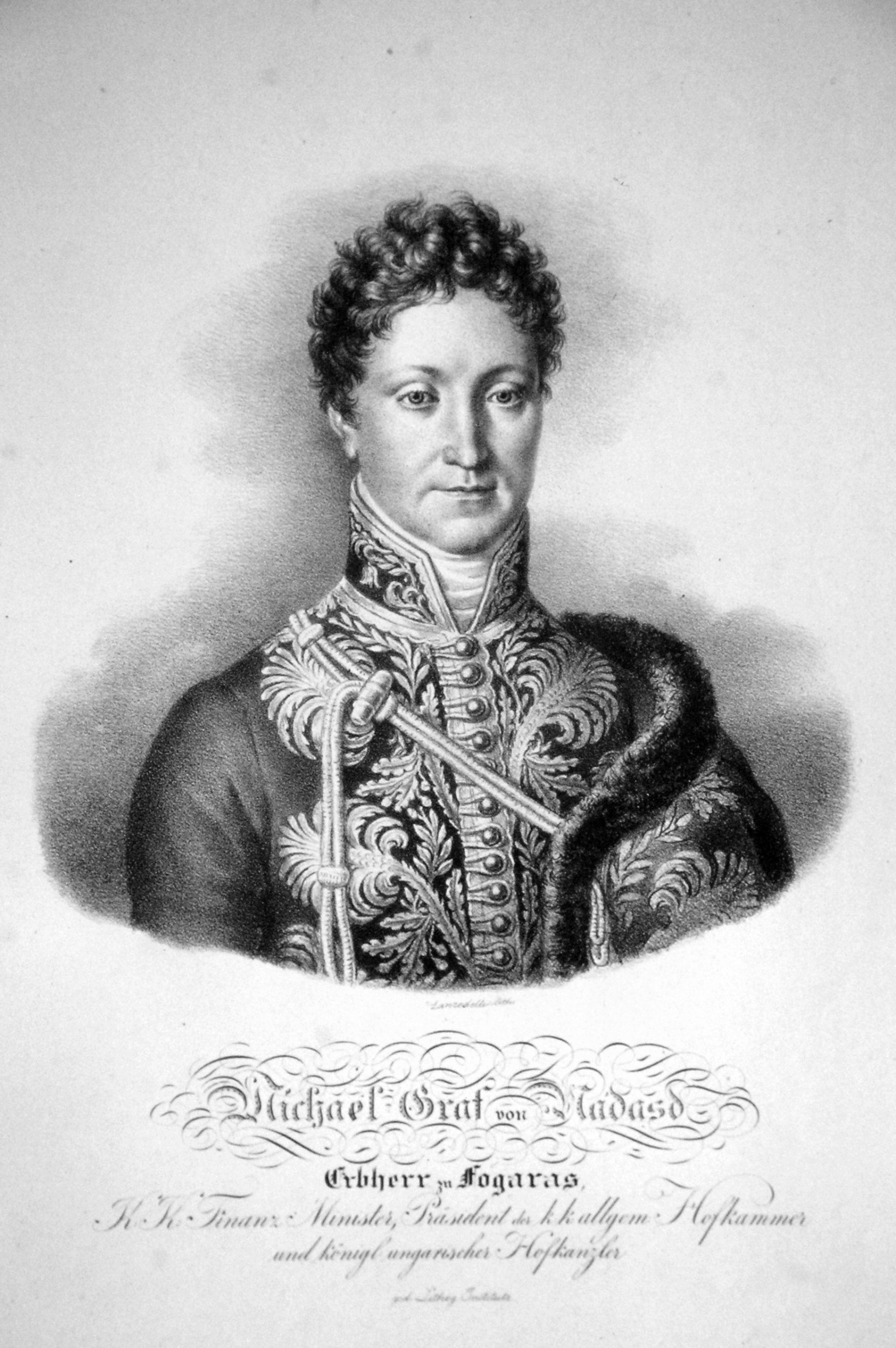
Michael Graf von Nádasdy (1775–1854)

Michael III. Graf Nádasdy von Nádasd und Fogarasföld (* 6. September 1775 in Wien; † 18. März 1854 ebenda) war ein ungarisch-österreichischer Politiker.

## Leben
Michael von Nádasdy stammte aus dem ungarischen Magnatengeschlecht der Nádasdy. Er war ein Sohn des im Jahre 1826 verstorbenen Grafen Michael II. von Nádasdy aus dessen Ehe mit Maria Theresia Gräfin Colloredo.
Er war in habsburgischen Diensten 1797 einer der Anführer des ungarischen Adelsaufgebotes gegen die Franzosen. Er war als königlicher Türhüter, als k. k. Kämmerer und Geheimer Rat tätig. Er war nach seinem Vater 1822–1827 Erbobergespan des Komitats Komorn. Er war auch Oberstkämmerer des Königreichs Ungarn, dann von 1823 bis 1830 auch Präsident der Allgemeinen Hofkammer und Finanzminister des Kaisertums Österreich. Er trat mit dem Rang eines Staats- und Konferenzministers der Habsburgermonarchie vielfach geehrt und ausgezeichnet (u. a. mit dem St. Stephans-Orden) in den Ruhestand.
Er vermählte sich am 10. Juni 1800 mit Antonie Gräfin von Zichy (* 24. April 1776). Sein Sohn Franz Seraphin von Nádasdy (* 1. April 1801; † 1. November 1883) war von 1857 bis 1860 k. k. Justizminister, dann Präsident des Reichsrats und schließlich von 7. November 1861 bis 1865 Hofkanzler für Siebenbürgen.
Er wurde am 16. Oktober 1828 zu Wien auch in den österreichischen Grafenstand erhoben. Er besaß die vereinigten Majorate Nádasd-Ládany, Lépseny, Pere, Nána und Dudar.